# Classe Balao

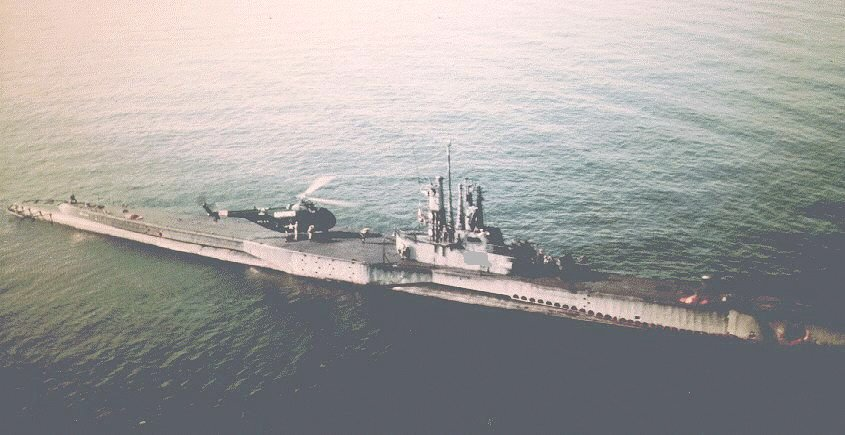
Un hélicoptère se pose sur l'hélisurface du Sealion, reconverti en sous-marin de transport.

La classe Balao est une classe de 120 sous-marins d'attaque conventionnels de l'United States Navy construits entre 1942 et 1946 pour remplacer la classe Gato et actifs entre 1943 et 1975.

## Liste des navires perdus
| Nom et numéro de coque                        | Date de perte                 | Causes |
| --------------------------------------------- | ----------------------------- | --- |
| USS Capelin (SS-289)                          | décembre 1943                 | Raison inconnue |
| USS Cisco (SS-290)                            | 28 septembre 1943             | |
| USS Escolar (SS-294)                          | 17 octobre - 13 novembre 1944 | |
| USS Shark (SS-314)                            | 24 octobre 1944               | |
| USS Tang (SS-306)                             | 25 octobre 1944               | Coulé par une de ses torpilles défectueuses                                                                                 |
| USS Barbel (SS-316)                           | 4 février 1945                | Attaque aérienne |
| USS Kete (SS-369)                             | mars 1945                     | |
| USS Bullhead (SS-332)                         | 6 août 1945                   | Attaque aérienne |
| USS Lagarto (SS-371)                          | 3 mai 1945                    | |
| USS Cochino (SS-345)                          | 26 août 1949                  | Feu accidentel |
| USS Stickleback (SS-415)                      | 28 mai 1958                   | Collision avec l'USS Silverstein (DE-534)                                                                                   |
| ARA Santa Fe (S-21) (ex-USS Catfish (SS-339)) | 25 avril 1982                 | Endommagé par des tirs de missiles puis capturé par la Royal Navy lors de l'opération Paraquet. Sabordé le 20 février 1985. |
| BAP Pacocha (SS-48) (ex-USS Atule (SS-403))   | 26 aout 1988                  | En service dans la marine du Pérou. Naufragé à la suite d'une collision avec le navire de pèche japonais Kiowa Maru         |

## Utilisateurs
- Argentine : Deux sous-marins de cette classe ont été vendus en 1960 à la marine argentine, nommés ARA Santa Fe (S-11) et ARA Santiago del Estero (S-12). En 1971, deux sous-marins de cette classe portant le même nom ARA Santa Fe (S-21) et ARA Santiago del Estero (S-22) ont été incorporés, modernisés aux États-Unis selon le programme GUPPY, remplaçant les précédents. Le ARA Santiago del Estero, a fonctionné jusqu'à ce qu'il soit radié en janvier 1981 et l'ARA Santa Fe (anciennement USS Catfish (SS-339)) a été utilisé en 1982 pendant la guerre des Malouines. Capturé par les forces britanniques, il est coulé au large des îles de Géorgie du Sud en 1985.
- États-Unis :
- Espagne : l'USS Kraken est prêté à l'Espagne, puis vendu en 1959 en étant renommé Almirante García de los Reyes (S-31) en service jusqu'en 1982. Quatre autres unités modernisées au standard Guppy sont par la suite achetées par l'Espagne entre 1971 et 1973. Il s'agit de l'USS Ronquil, de l'USS Picuda, de l'USS Bang et de l'USS Jallao, tous modernisés au standard Guppy IIA, et rebaptisés Isaac Peral (S-32), Narciso Monturiol (S-33), Cosme García (S-34) et Narciso Monturiol (S-35). Le Narciso Monturiol est retiré du service après une avarie dans le système de propulsion en 1975, cédant une partie de ses équipements à l'Almirante García de los Reyes, qui n'avait pas été modernisé au standard Guppy. Ils sont complétés par la classe Daphné dans les années 1960. Durant les années 1980, ils sont remplacés par la classe Agosta[4].
- Taïwan : Un exemplaire servant, en 2017, à l'entraînement des équipages.
- Pays-Bas : Deux navires prêtés par les États-Unis aux Pays-Bas, identifiés comme Classe Walrus.

## Navires-musées
- USS Pampanito (SS-383) à San Francisco, Californie[5]
- USS Razorback (SS-394) à North Little Rock, Arkansas